# Calibrachoa elegans
Calibrachoa elegans là loài thực vật có hoa trong họ Cà. Loài này được (Miers) Stehmann & Semir mô tả khoa học đầu tiên năm 1997 publ. 1998.